# Кристофер II
Кристофер II или Христофор II (дат. Christoffer 2., 29 сентября 1276 — 2 августа 1332, Сорё) — король Дании с 13 ноября 1319 по 7 июня 1326 года (1-й раз, совместно с соправителем графом Герхардом III фон Гольштейн-Рендсбургским) и с 23 февраля 1330 года — единолично (2-й раз).
Сын датского короля Эрика V и Агнессы Бранденбургской, брат датского короля Эрика VI. Его имя связано с национальным бедствием, поскольку его правление закончилось почти полным развалом датского государства.

## Биография
Как брат короля Эрика VI, Кристофер был возможным наследником трона. В молодые годы носил титул герцога Эстонии и поддерживал политику брата. В 1294 году арестовал архиепископа Йенса Гранна, с которым боролся его брат. Однако позже Кристофер присоединился к оппозиции и был изгнан из Дании в 1319 году.

### Избрание на престол и политика до изгнания
13 ноября 1319 умер Эрик VI. Дворянству Дании была необходима слабая королевская власть, и в 1320 году Кристофер был коронован. При коронации он подписал соглашение с дворянством (дат. Håndfæstning). В наследство Кристофер получил почти обанкротившееся государство, в котором важные территории были заложены немецким и датским магнатам. Условия хартии были очень жёстки, они ограничивали возможности в налоговой политике, а также накладывали на короля денежные обязательства.
В течение следующих лет Кристофер пробовал усилить свои позиции, возобновив военную политику Эрика VI в северной Германии. Это привело к новым закладам и налогам, и очень скоро он стал конфликтовать и с церковью, и с дворянством. Во время восстания 1326 года он был свергнут союзом датских дворян и графа Гольштейна Герхарда III и отправлен в ссылку, королём стал герцог Шлезвига Вальдемар.

### Возвращение на престол
До 1329 года Кристофер жил в изгнании, но растущий хаос в Дании и трения между Герхардом III и его двоюродным братом, графом Гольштейна Иоганном III, приходившимся Кристоферу сводным братом, дали ему шанс снова занять престол.
Кристофер повторно занял датский престол в 1329—1330 годы при посредничестве Иоганна III, но на сей раз с самого начала был марионеточным королём. Большая часть территории его страны была заложена, и он не имел никакого шанса на проведение независимой политики. В 1331 году выступил на стороне Иоганна во время его конфликта с Герхардом, но всё закончилось военным поражением у Даневирке. По условиям мирного соглашения формально он остался королём, но был сломленным человеком, и в следующем году умер на острове Лолланн.

### Итоги правления
После его смерти Дания формально перестала быть королевством и следующие 8 лет страной управляли владельцы заложенных земель и немецкая знать, пока престол не занял его сын Вальдемар.
Обычно о Кристофере судят как о слабом, ненадёжном и неспособным к управлению страной тиране, как о «короле, который заложил Данию немцам». Но он во многом продолжал политику своего предшественника. Тенденция закладывать территории страны появилась задолго до его коронации. Было бы неправильным называть его пассивным правителем — стойкое сопротивление датского дворянства в сотрудничестве с гольштейнцами частично подорвало свободу его действий.

## Браки и дети
В 1300 году женился на Евфимии Померанской. У них было как минимум шестеро детей:
- Маргрете (1305—1340), замужем за Людвигом V, герцогом Баварии
- Эрик (1307—1331)
- Отто, герцог Лолланна и Эстонии (род. ок. 1310 — ум. после 1347)
- Агнес (ум. 1312), умерла в детстве
- Хельвиг (род. ок. 1315)
- Вальдемар IV, король Дании (1320–1375)

Его сын Вальдемар IV Аттердаг в 1340 году стал королём Дании.